# 2676 Aarhus
A 2676 Aarhus (ideiglenes jelöléssel 1933 QV) a Naprendszer kisbolygóövében található aszteroida. Karl Wilhelm Reinmuth fedezte fel 1933. augusztus 25-én.